# Menhir von Bürstadt
Der Menhir von Bürstadt (auch als Sackstein, Der Lange Stein, Kluckstein oder Hinkelstein bezeichnet) ist ein Menhir bei Bürstadt im Landkreis Bergstraße in Hessen.

## Lage
Der Stein steht nordwestlich von Bürstadt zwischen dem Ortsteil Bobstadt und dem Lampertheimer Ortsteil Hofheim. Er befindet sich in der Nähe einer Bahnstrecke und steht dort mitten in einem Feld. Er ist über einen etwa 50 m südlich vorbeilaufenden Feldweg erreichbar.

## Beschreibung
Der Menhir besteht aus rotem Sandstein. Er hat eine Höhe von 115 cm, eine Breite von 45 cm und eine Tiefe von 47 cm. Er ist säulenförmig und besitzt eine unregelmäßige Oberfläche. Mögliche Bearbeitungsspuren sind mittlerweile stark verwittert.

## Der Menhir in regionalen Sagen
Die Bezeichnung Sackstein geht auf eine Sage zurück: Demnach wollte ein Bauern einst an einem Sonntagmorgen einen Sack Kartoffeln füllen. Genau in dem Moment, als er seine Arbeit beendet hatte, fingen die Kirchenglocken an zu läuten. Da wurde der Sack plötzlich so schwer, dass der Bauer ihn nicht mehr heben konnte, denn er war zu Stein geworden.